# Морская вода

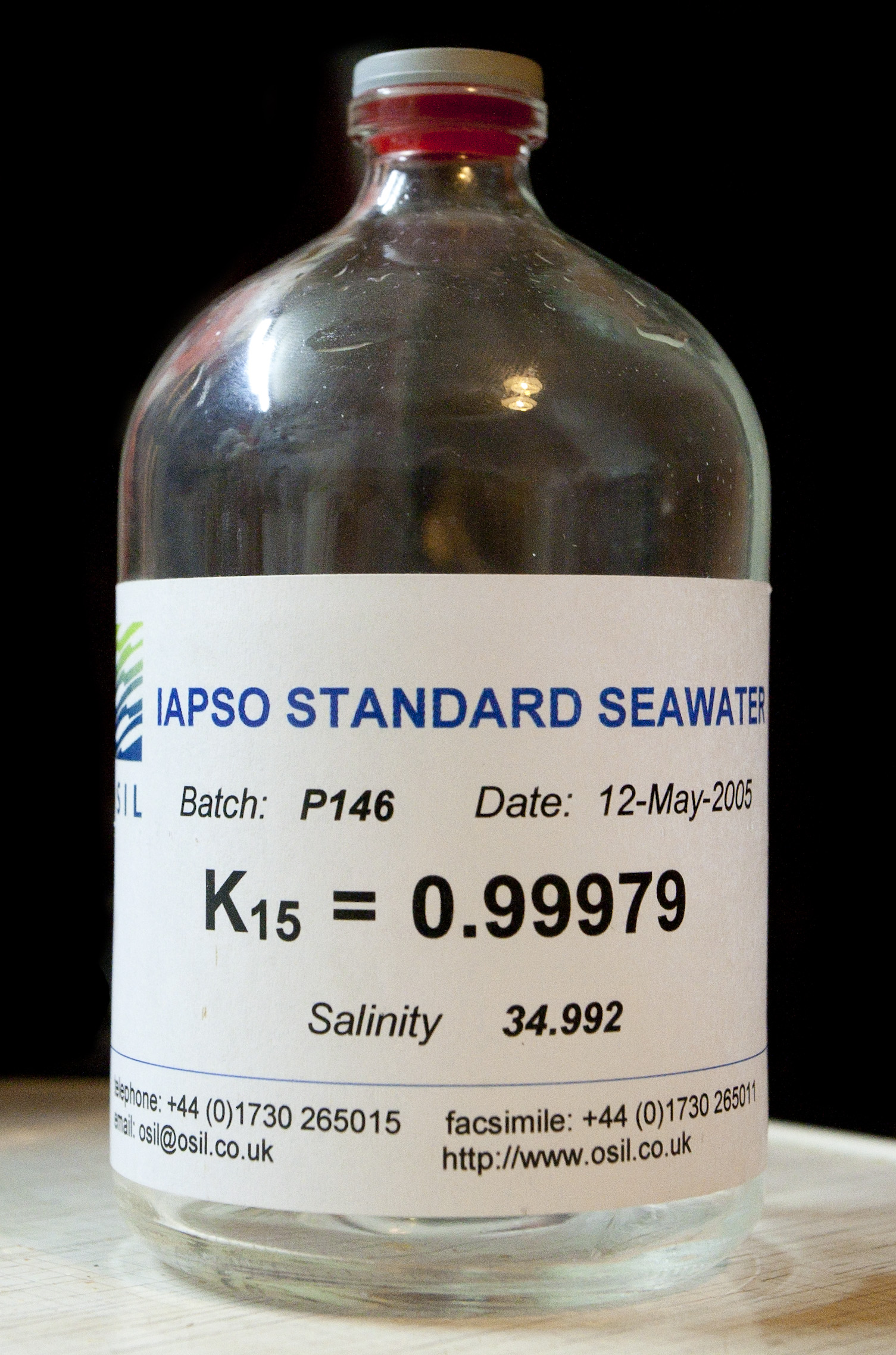
Стандартная морская вода

Морска́я вода́ — вода морей и океанов. Солёность Мирового океана составляет в среднем 3,47 % (34,7 ‰), с колебаниями от 3,4 до 3,6 % (34—36 ‰). Это значит, что в каждом литре морской воды растворено приблизительно 35 граммов солей (в основном хлорида натрия). Это соответствует 0,6 моль/литр (в предположении, что вся соль представляет собой NaCl, что на самом деле не так).

## Свойства морской воды

### Солёность

Химический состав морской воды

Солёность входит в число основных характеристик водных масс. Она влияет на формирование морских течений и на распределение морских организмов, поскольку многие из них очень чувствительны к её изменениям. Как следствие, от солёности зависит биологическая продуктивность морей и океанов.
Солёность морской воды (S ‰) определяют как суммарную массу (в граммах) всех твёрдых веществ, растворённых в 1 килограмме морской воды, после того, как эти вещества высушены до постоянной массы при 480 °С, органические соединения полностью минерализованы, бромиды и иодиды заменены эквивалентной массой хлоридов, а карбонаты превращены в окислы. Полученная величина выходит немного меньшей, чем исходное содержание солей в воде.
В океанах солёность воды почти повсеместно близка к 3,5 %, а в морях она может значительно отличаться. Наименее солёной является вода Финского залива и северной части Ботнического залива, входящих в акваторию Балтийского моря. Наиболее солёной является вода Красного моря и восточная часть Средиземного моря. Солёные озёра, такие как Мёртвое море, могут иметь значительно больший уровень содержания солей.
Морская вода — слабощелочная, её водородный показатель (pH) варьирует от 7,5 до 8,4. Относительно высокая стабильность pH связана с наличием карбонатной буферной системы. Несколько меньшее значение для поддержания pH имеет боратная система. Наиболее высоко значение pH у поверхности моря, с глубиной оно несколько снижается. В опреснённых участках величина pH может снижаться до нейтральной и даже слабокислой.

### Биогенные вещества
Биогенные элементы необходимы для живых организмов. К ним относят фосфор, азот (в неорганических соединениях) и (для некоторых организмов) кремний. Важную роль играют металлы, встречающиеся в следовых количествах.
Содержание биогенных веществ в морской воде непостоянно и различается в зависимости от места, глубины и времени взятия пробы. Обычно их содержание минимально у поверхности и возрастает с глубиной до 1000—1500 метров, где достигает максимума, а затем снова плавно снижается. Содержание фосфатов может резко повышаться у дна океана.
При апвеллинге вода поднимается к поверхности и приносит туда содержащиеся в ней биогены.

### Растворённые газы
При контакте с атмосферой морская вода обменивается с воздухом содержащимися в нём газами: кислородом, азотом и углекислым газом. Эти же газы попадают в морскую воду в результате химических и биологических процессов, протекающих в океане. Некоторое количество газов вносится в океан с речной водой.
Количество газов, растворённых в морской воде, зависит от их растворимости и от парциального давления в воздухе. С повышением температуры растворимость газов и, соответственно, содержание их в морской воде уменьшается.
Соотношение растворённого кислорода и азота в морской воде отличается от их соотношения в атмосфере. Из-за лучшей растворимости кислорода концентрация его в воде относительно выше, его соотношение с азотом 1:2.
В анаэробных условиях в воде может накапливаться сероводород — например, в Чёрном море на глубине более 200 метров.

### Физические свойства
Плотность морской воды колеблется в пределах от 1020 до 1030 кг/м³ и зависит от температуры и солёности. При солёности, превышающей 24 ‰, температура максимальной плотности становится ниже температуры замерзания — при охлаждении морская вода всегда сжимается, и плотность её растёт.
Скорость звука в морской воде — около 1500 м/с.
| Свойства                                     | Морская вода                     | Чистая вода |
| -------------------------------------------- | -------------------------------- | ----------- |
| Плотность при 25 °C, г/см3:                  | 1,02412                          | 0,9971      |
| Вязкость при 25 °C, миллипуаз:               | 9,02                             | 8,90        |
| Давление пара при 20 °C, мм. рт. ст.:        | 17,35                            | 17,54       |
| Температура максимальной плотности, °C:      | -3,52 (переохлаждённая жидкость) | +3,98       |
| Точка замерзания, °C:                        | -1,91                            | 0,00        |
| Поверхностное натяжение при 25 °C, дин/см:   | 72,74                            | 71,97       |
| Скорость звука при 0 °C, м/с:                | 1450                             | 1407        |
| Удельная теплоёмкость при 7,5 °C, Дж/(г·°C): | 3,898                            | 4,182       |

## Геохимическое объяснение
Научное объяснение появлению солёной воды в море было положено работами Эдмунда Галлея в 1715 году. Он предположил, что соль и другие минералы вымывались из почвы и доставлялись в море реками. Достигнув океана, соли оставались и постепенно концентрировались. Галлей заметил, что большинство озёр, не имеющих водной связи с океанами, имеют солёную воду.
Теория Галлея отчасти верна. Вдобавок к ней следует упомянуть, что соединения натрия вымывались из дна океанов на ранних этапах их формирования. Присутствие другого элемента соли, хлора, объясняется его высвобождением (в виде хлороводорода) из недр Земли при извержениях вулканов. Атомы натрия и хлора постепенно стали основными составляющими солевого состава морской воды.

## Применение

### Для питья
Морскую воду можно пить после её опреснения.
Натуральная морская вода непригодна для постоянного питья из-за высокого содержания в ней солей и минеральных веществ, для выведения которых из организма требуется воды больше, чем её выпитое количество. Так в одном литре морской воды содержится около 35 граммов соли и, учитывая, что человек потребляет примерно 2 литра в день, суммарное потребление соли составит 70 грамм. Организм человека может справиться только с 20 граммами соли в сутки и её передозировка приведёт, во-первых, к большой нагрузке на почки, а, во-вторых, излишнюю соль надо будет растворить в пресной воде, которую придётся взять из тканей организма, что приведёт к его обезвоживанию, постепенному отказу всех жизненно важных систем организма и смерти.

#### Ограниченная пригодность для питья
В 1950-х годах французский врач и путешественник Ален Бомбар экспериментально доказал, что морскую воду можно без вреда для здоровья пить в небольших количествах (около 0,7 литра в сутки) 5—7 дней.
Распреснённая морская вода, солёностью в 3—4 раза ниже океанической (не более 8—11 промилле), в некоторых заливах, лагунах, эстуариях, куда впадают крупные реки, в таких морях, как Азовское, Балтийское, Каспийское, намного менее вредна, чем океаническая, и может понемногу применяться для питья и выживания в чрезвычайных ситуациях. Аналогичное достигается, если разбавить океанскую воду пресной как минимум в соотношении: 2 части морской к 3 частям пресной воды.

### Для добычи минералов
В морской воде находятся почти все химические элементы. Из морской воды получают почти половину магния, производимого во всём мире. В США из морской воды получают около 40 тысяч тонн брома в год. Рассматривается возможность добычи из морской воды урана.

### Для гигиенических целей
В Гонконге морская вода широко используется в сливных системах туалетов. Более чем 90 % из них используют для смыва именно морскую воду для экономии воды пресной. Начало этой практике было положено в 1960-х и 1970-х годах, когда добыча пресной воды стала затруднительна для жителей бывшей британской колонии.

### Для технических целей
Морская вода может выступать в качестве раствора электролита в некоторых видах гальванических элементов, таких как хлористомедно-магниевый, хлорсеребряно-магниевый, хлористосвинцово-магниевый. Таким образом возможно обеспечивать аварийное питание на подводных лодках, либо питание бортовой электроаппаратуры торпед, морских мин, гидроакустических буёв. Химические источники тока, активируемые морской водой, имеют малое время работы, являются одноразовыми, но могут храниться без электролита в течение многих лет. 